# Der Ozean am Ende der Straße
Der Ozean am Ende der Straße (Originaltitel: The Ocean at the End of the Lane) ist ein 2013 erschienener Roman von Neil Gaiman. Das Buch gewann u. a. den britischen National Book Award und im Jahr 2019 erschien eine von Elise Hurst illustrierte Ausgabe. Auf Deutsch erschien der Roman in der Übersetzung durch Hannes Riffel im Jahr 2014.

## Inhalt
Zu Beginn kehrt der namenlose Protagonist für eine Beerdigung in seine Heimatstadt zurück. Dort fährt er unbewusst zum Haus, in dem er seine Kindheit verbrachte, und erinnert sich an das Nachbarsmädchen Lettie. Diese hatte behauptet, der Teich in ihrem Garten sei in Wahrheit ein Ozean. Dort trifft er Letties Mutter, die ihm ein Glas Milch anbietet und ihn zum Teich begleitet. Daraufhin beginnt er sich an seine Kindheit zu erinnern, beginnend mit dem Tod eines Bergmannes.
Dieser quartiert sich zunächst bei den Eltern des Erzählers ein, stiehlt dann das Auto des Vaters und begeht in diesem am Ende der Straße Selbstmord. In der Nacht erwacht er von einem harten Gegenstand in seinem Hals, der sich als Geldstück erweist. Daraufhin bittet er Lettie um Hilfe, die ihm erzählt, dass der Bergmann das Vermögen seiner Freunde verspielt und nun einen bösen Geist angelockt hat. Jener versucht die Sehnsucht der Menschen nach Geld zu befriedigen, was aber zu allerlei Missverständnissen und Ärger in der Nachbarschaft führt. Lettie nimmt ihn mit auf ein Abenteuer in die Umgebung, um den bösen Geist aus der Menschenwelt zu verbannen. Dabei soll der Erzähler Letties Hand nicht loslassen, was er aus Schreck doch tut und eine leichte Verletzung am Fuß erleidet. Zurück zu Hause zieht er aus seiner Verletzung eine Art Wurm.
Am nächsten Tag erzählt ihm sein Vater, dass eine neue Haushälterin namens Ursula Monkton einziehen und auf die Kinder achten wird. Der Erzähler misstraut ihr sofort und versteht, dass sie der Wurm ist, den er versehentlich aus der Geisterwelt eingeschleppt hat. Ursula wickelt die Schwester und den Vater um ihren Finger, während sie den Erzähler von seiner Familie isoliert und seinen Vater aufhetzt, ihn in der Badewanne zu ertränken. Daraufhin verbringt er die meiste Zeit in seinem Zimmer und kann mitten in der Nacht geradeso vor Ursula auf das Grundstück der Hempstocks flüchten. Bald darauf erscheinen seine Eltern, die ihn auf Anregen von Ursula zurückfordern. Doch Letties Oma gelingt es, die Eindrücke seiner Eltern magisch zu beeinflussen, woraufhin sie ihn bei Lettie übernachten lassen.
Nach einer ruhigen Nacht macht sich der Erzähler mit Lettie auf den Weg nach Hause, wo sie Ursula auf dem Grundstück einsperren und Lettie sie auffordert zu verschwinden. Ursula aber hält sich für allmächtig und weigert sich, woraufhin die Hungervögel erscheinen, die als Geier zwischen den Welten leben und Störer fressen. Doch sie geben sich mit Ursula nicht zufrieden und fordern auch das Herz des Erzählers, in dem noch ein Splitter von ihr verblieben ist. Lettie kann ihn sicher zum Grundstück der Hempstocks bringen, indem sie ihm den Ozean in einem Eimer bringt. Als der Erzähler darin untergeht, erlangt er vollständige Erkenntnis der Welt, verliert diese aber sofort, als er aus dem Eimer steigt.
Als die Hungervögel die menschliche Welt um das Grundstück zerpflügen, will sich der Erzähler ihnen ergeben. In diesem Moment opfert sich Lettie und die Hungervögel werden von ihrer Oma vertrieben. Durch ihre Intervention ist Lettie dem Tode nahe und ihre Mutter übergibt sie dem Ozean, wo sie sich erholen kann, um eines Tages in die Welt der Menschen zurückzukehren. Als der Erzähler sich von den Hempstocks entfernt, beginnt er zu vergessen und nimmt stattdessen an, dass Lettie nach Australien gezogen wäre.
Zurück in der Gegenwart kann sich der Erzähler zunächst an alles erinnern und ist erschüttert zu erfahren, dass er seit damals bereits drei Mal vorbeigeschaut hat und die Begegnung jeweils wieder vergessen hat. Es wird suggeriert, dass er sich im Laufe der Zeit von den Wunden in seinem Herzen erholt hat und dass Lettie ihn immer wieder zu sich ruft, um zu sehen, ob es ihm gut geht. Nach dieser Erkenntnis beginnt der Erzähler erneut zu vergessen und bittet Mutter Hempstock, Lettie zu grüßen, sollte sie sich aus Australien melden.

## Entstehung
Nach Gaiman kommen die Mitglieder der Hempstock-Familie in einigen seiner anderen Werke vor. Er begann das Buch für seine Ex-Freundin Amanda Palmer. Zudem wollte er erst eine Novelle anstelle eines Romans schreiben. So änderte er die Geschichte, da er wusste, dass sie Fantasy nicht wirklich mochte. Einige Ereignisse aus dem Buch hat Gaiman aus seiner eigenen Kindheit entlehnt, etwa den Autodiebstahl und den Suizid.
Außerdem hat Gaiman bestätigt, dass das Buch das Ende einer Trilogie nach Violent Cases und The Tragical Comedy or Comical Tragedy of Mr. Punch darstelle.

## Rezeption
Rezensionen des Buches waren überwiegend positiv. Die The New York Times gab in ihrer Kritik an, dass das Buch verschiedene Altersklassen ansprechen würde. Die Zeitung USA Today erklärt, dass das Buch thematisch näher an Coraline und dem Film MirrorMask liege, da der Bösewicht näher am Protagonisten ist, als derjenige annimmt.
In Portsmouth in England ist eine Verbindungsstraße nach dem Originaltitel benannt.

## Auszeichnungen und Nominierungen
- 2013: Goodreads Choice Awards, Fantasy
- 2013: Kirkus Reviews, The Best Books of 2013[9]
- 2013: National Book Awards (britisch), Book of the Year[10]
- 2013: Nominierung für Nebula Award for Best Novel[11]
- 2013: The New York Times Best Seller list, No. 1 Hardcover Fiction.[12]
- 2014: Locus Award für Best Fantasy Novel
- 2014: Nominierung für World Fantasy Award für Best Novel[13]
- 2015: Deutscher Phantastik Preis und Geffen-Preis

## Bühnenstück
Das Buch wurde im Jahr 2019 von Autor Joel Horywood und Regisseurin Katy Rudd adaptiert. Das Stück debütierte am 11. Dezember 2019 im Royal National Theatre. Die Musik wurde von Jherek Bischoff beigesteuert.

## Verfilmung
Noch vor der Veröffentlichung des Buchs erwarb das Produktionsunternehmen Focus Features die Rechte am Buch. Tom Hanks und Gary Goetzman sollten mit ihrem Unternehmen Playtone die Produktion und Joe Wright die Regie übernehmen. Seit 2019 gibt es keine weiteren Neuigkeiten über den Fortgang des Films.
Henry Selick gab an ein 50-seitiges Skript geschrieben zu haben und hofft das Projekt eines Tages umsetzen zu können.

## Ausgaben
- Neil Gaiman: The Ocean at the End of the Lane. William Morrow, London 2013, ISBN 978-0-06-225565-5.
  - Der Ozean am Ende der Straße. Bastei Lübbe, Köln 2016, ISBN 978-3-404-17385-3. (Taschenbuch)
- Neil Gaiman: The Ocean at the End of the Lane. Illustrated by Elise Hurst, Headline, London 2019, ISBN 978-1-4722-6022-2.
  - Der Ozean am Ende der Straße. Illustriert von Elise Hurst, Eichborn Verlag, Frankfurt am Main 2021, ISBN 978-3-8479-0071-9. (Hardcover)